# 은산초등학교
은산초등학교는 대한민국 충청남도 부여군 은산면 신대리에 있는 공립 초등학교이다.

## 학교 연혁
| 1922년 | 6월 1일  | 은산공립보통학교 개교(충의로673번길 27) |
| 1926년 | 4월 1일  | 6년제 개편 인가                         |
| 1938년 | 4월 1일  | 은산대은공립심상소학교로 개칭           |
| 1941년 | 4월 1일  | 은산대은공립국민학교로 개칭             |
| 1950년 | 5월 1일  | 은산국민학교로 개명                     |
| 1955년 | 3월 20일 | 거전분교장 설치                         |
| 1955년 | 4월 1일  | 합수국민학교 분리                       |
| 1963년 | 7월 1일  | 옥가분교장 설립                         |
| 1966년 | 3월 6일  | 매화국민학교 분리                       |
| 1966년 | 3월 6일  | 거전분교장 매화국민학교로 편입          |
| 1981년 | 3월 7일  | 병설유치원 개원                         |
| 1991년 | 3월 1일  | 거전국민학교 통합                       |
| 1993년 | 3월 1일  | 대양분교장 편입                         |
| 1996년 | 3월 1일  | 은산초등학교로 개칭                     |
| 1997년 | 3월 1일  | 매화분교장 통합                         |
| 2000년 | 3월 1일  | 합수초등학교, 대양분교장 통합           |
| 2000년 | 3월 1일  | 현대화시범학교(초·중) 통합              |
| 2016년 | 2월 5일  | 제90회 졸업식(총 8686명)                |
| 2017년 | 2월 10일 | 제91회 졸업식(총 8,706명)               |
| 2018년 | 2월 9일  | 제92회 졸업식(총 8,731명)               |
| 2019년 | 1월 25일 | 제93회 졸업식(총 8,750명)               |
| 2020년 | 2월 7일  | 제94회 졸업식(총 8,771명)               |

## 참고 자료
- 은산초등학교 - 한국교육학술정보원 학교알리미